# Botnvika
Botnvika is een baai in Orvin Land van het eiland Nordaustlandet, dat deel uitmaakt van de Noorse eilandengroep Spitsbergen.

## Geografie
De baai is zuid-noord georiënteerd en heeft een lengte van ongeveer vier kilometer. Ze mondt in het noorden uit in het Duvefjorden.
In het zuiden wordt de baai gevoed door de gletsjer Fonndalsbreen.